# Cinnamon
Cinnamon is een fork van GNOME Shell, de desktopinterface van GNOME 3. Cinnamon wordt ontwikkeld door het Linux Mint-team. Het probeert een traditionelere gebruikersomgeving te bieden, gebaseerd op de bureaubladmetafoor zoals GNOME 2. Cinnamon gebruikt sinds versie 1.2 als windowmanager Muffin, een fork van de windowmanager Mutter die bij GNOME 3 geïntroduceerd werd.

## Geschiedenis
Het ontwikkelingsteam achter Linux Mint was na het uitkomen van GNOME 3 onzeker over de toekomst van de distributie. De nieuwe gebruikersinterface van GNOME 3, Gnome Shell, paste niet goed in de doelstellingen die het team voor het ontwerp van Linux Mint had, maar er waren in het begin geen alternatieven beschikbaar. Linux Mint 11 "Katya" werd uitgebracht met de laatste versie van GNOME 2, maar het was duidelijk dat een betere oplossing op langere termijn noodzakelijk was, omdat GNOME 2 niet meer verder ontwikkeld zou worden. Daarom begon het team te werken aan wat het zag als de belangrijkste tekortkomingen in GNOME Shell, zodat het beter in de visie van Linux Mint zou passen.
Het resultaat was een verzameling extensies voor de bestaande GNOME Shell, genaamd Mint GNOME Shell Extensions (MGSE). Ondertussen was ook het MATE-project gestart als fork van GNOME 2. Het Mint-team besloot om beide bij Linux Mint 12 "Lisa" te leveren, zodat gebruikers een keuze zouden hebben tussen de traditionele GNOME 2-omgeving of het op GNOME 3 gebaseerde MGSE. MGSE bleek echter niet aan de verwachtingen van zowel de gebruikers als de ontwikkelaars te voldoen, en het GNOME 3-project had een andere visie over de toekomst van GNOME dan het Mint team passend vond bij Linux Mint, dus het was duidelijk dat MGSE niet op de lange termijn bruikbaar zou blijven. Als antwoord hierop werd het Cinnamon-project gevormd, om de ontwikkelaars meer controle te geven over het ontwikkelingsproces en om hun eigen visie op GNOME te kunnen implementeren. Het project werd op 2 januari 2012 openbaar gemaakt op de Linux Mint-blog.

## Mogelijkheden

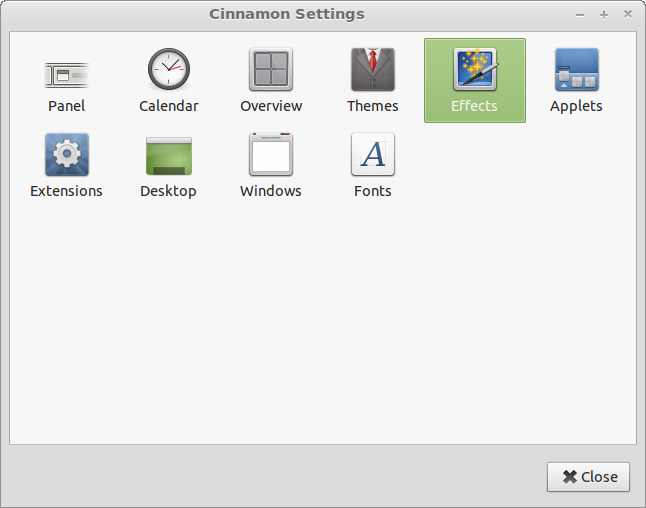
Cinnamon Settings in Cinnamon 1.3

Cinnamon biedt veel nieuwe mogelijkheden, waaronder:
- Bureaubladeffecten, waaronder animaties en overgangseffecten
- Een verplaatsbaar paneel met een hoofdmenu, snelkoppelingen, een taakbalk en systeemvak
- Verscheidene extensies die zijn overgebracht uit GNOME 3
- Applets die op het paneel geplaatst worden
- Overzichtsweergave met functies vergelijkbaar met die in GNOME Shell
- Configuratie-applicatie om instellingen naar wens te veranderen, waaronder instellingen voor:
  - Het paneel
  - De kalender
  - Thema's
  - Bureaubladeffecten
  - Applets
  - Extensies

Er was tot 24 januari 2012 geen documentatie beschikbaar voor Cinnamon, hoewel vanwege de gelijkenissen (de gedeelde GNOME 3-backend) het grootste deel van de documentatie voor GNOME Shell ook toegepast kan worden op Cinnamon.

## Uitbreidingen
Cinnamon kan uitgebreid en aangepast worden met thema's, applets en extensies. Thema's kunnen het uiterlijk van Cinnamon veranderen, waaronder het menu, paneel, de kalender en dialoogvensters. Applets zijn kleine pictogrammen die in het paneel geplaatst kunnen worden. Vijf applets worden standaard meegeleverd, maar iedereen is vrij om nieuwe applets te ontwikkelen. Er is uitleg voor het maken van eenvoudige applets beschikbaar. Extensies ten slotte worden gebruikt om nieuwe functionaliteit aan Cinnamon toe te voegen, zoals een dock, of te wijzigen, zoals het veranderen van de weergave van de Alt-Tab-weergave.
Ontwikkelaars kunnen hun thema's, applets en extensies toevoegen aan de webpagina van Cinnamon, waar gebruikers ze kunnen binnenhalen en beoordelen.

## Beschikbaarheid en populariteit
Cinnamon is van begin af aan te vinden geweest in de Linux Mint 12-repository's en is een van de twee hoofdedities van Linux Mint 13 en latere versies. Daarnaast is het ook beschikbaar voor Ubuntu 11.10, Fedora 16, openSUSE 12.1, Arch Linux, Gentoo en Sabayon 8.
Cinnamon is over het algemeen goed ontvangen, terwijl het zich nog in de ontwikkelfase (onstabiele fase) bevond. Het wordt gezien als een verbetering ten opzichte van GNOME Shell, omdat het flexibeler is en meer geavanceerde mogelijkheden biedt.

## Versiegeschiedenis
- 1.6.0: 18 september 2012[11]
- 1.6.1: 27 september 2012[12]
- 1.6.2: 18 oktober 2012[13]
- 1.6.3: 20 oktober 2012[14]
- 1.6.4: 24 oktober 2012[15]
- 1.6.7: 14 november 2012[16]
- 1.8.0: 5 mei 2013[17]
- 2.0.0: 10 oktober 2013[18]
- 2.2.0: 12 april 2014[19]
- 2.4.0: 1 november 2014[20]
- 2.6.0: 2 juni 2015[21][22]
- 2.8.0: 2 november 2015[23]
- 3.0.0: 25 april 2016[24]
- 3.2.0: 21 november 2016[25]